# ジェイムズ・エーネス
ジェイムズ・エーネス（James Ehnes、1976年1月27日 - ）は、カナダ出身のヴァイオリニスト。
マニトバ州ブランドンに、トランペット奏者のアラン・エーネスの子として生まれ、4歳からヴァイオリンを始める。9歳からフランシス・キャプラン（Francis Chaplin）に師事し、11歳でカナダ音楽コンクールで優勝。グールドを発掘したウォルター・ホーンバーガーに才能を見出され、13歳でモントリオール交響楽団と共演してデビュー。1993年からはジュリアード音楽院でサリー・トーマスの指導を受け、1997年にペーター・メニン賞を受けて卒業した。
2010年にはカナダ勲章を授与されている。

## 使用楽器
1715年製ストラディヴァリウス「マルシック・ストラディバリウス」